# یاکیتی ساکس
«یاکیتی ساکس» (به انگلیسی: Yakety Sax) یک قطعهٔ موسیقی سازی پاپ ساختهٔ جیمز «اسپایدر» ریچ و بوتس رندالف است. این قطعه در سال ۱۹۶۳ و پس از آن‌که با ساکسوفون رندالف در قالب تک‌آهنگ منتشر شد مورد توجه قرار گرفت و سی و پنجمین ترانهٔ پرفروش ایالات متحده آمریکا شد. محبوبیت این قطعه زمانی بیشتر شد که کمدین انگلیسی بنی هیل، آن را به‌عنوان موسیقی متن بنی هیل شو استفاده کرد.

## تاریخچه
«یاکیتی ساکس» با الهام از تکنوازی ساکسوفون ترانهٔ «یاکیتی یاک» (۱۹۵۸) اثر جری لیبر و مایک استولر ساخته شده‌است. راندالف اولین بار در سال ۱۹۵۸ «یاکیتی ساکس» را برای کمپانی آرسی‌ای رکوردز ضبط کرد، اما موفقیتی نداشت. او در سال ۱۹۶۳ دوباره این قطعه را برای مانیومنت رکوردز ضبط کرد که این نسخه در جدول ۱۰۰ آهنگ داغ بیلبورد به جایگاه سی و پنجم رسید. «یاکیتی ساکس» آهنگ امضای رندالف به‌شمار می‌آید.

## اجراهای دیگر
این قطعه بارها توسط نوازندگان دیگر و با تنظیم‌های مختلف اجرا شده‌است. چت اتکینز در سال ۱۹۵۶ این آهنگ را با نام «یاکیتی اَکس» و با جایگزین کردن گیتار به‌جای ساکسوفون اجرا کرده‌است. نسخه‌ای که چت اتکینز با نام «یاکیتی اَکس» ضبط کرد بزرگ‌ترین موفقیت او در جدول‌های فروش را برایش رقم زد. این قطعه در زمان انتشارش تا ردهٔ چهارم جدول آهنگ‌های داغ کانتری صعود کرد و نود و هشتمین ترانهٔ ۱۰۰ آهنگ داغ بیلبورد شد. اتکینز نسخه‌های جداگانه‌ای از «یاکیتی اَکس» را با مارک نافلر و خود بوتس رندالف هم ضبط کرده‌است. اجرای اتکینز و نافلر در آلبوم مشترک آن‌ها که در سال ۱۹۹۰ با نام شانه به شانه منتشر شد موجود است.
گلن کمپل در سال ۱۹۶۹ و در آلبوم گلن کمپل لایو «یاکیتی ساکس» را کاور کرده‌است.

## در فرهنگ عامه
«یاکیتی ساکس» اغلب در تلویزیون و فیلم‌های سینمایی به عنوان موسیقی متن موقعیت‌های طنزآمیز استفاده می‌شود. در شوی بنی هیل این قطعه در سکانس پایانی و معمولاً روی تصاویر دور تند که در آن‌ها بنی هیل از دست دختران نیمه برهنه فرار می‌کرد پخش می‌شد. ارتباط «یاکیتی ساکس» با شوی بنی هیل به شکلی بود که به عنوان «تم بنی هیل» هم شناخته می‌شود. موسیقی نسخه‌ای که در شوی بنی هیل پخش می‌شد را رونی آلدریچ و ارکسترش اجرا کرده‌اند. در نظرسنجی سال ۲۰۱۵ برنامهٔ مطلوب ملت شبکهٔ آی‌تی‌وی، مخاطبان بریتانیایی «تم بنی هیل» را به‌عنوان بهترین تم برنامه‌های تلویزیونی انتخاب کردند.